# Gbodjè
Gbodjè est un quartier du 4ème arrondissement de commune Porto-Novo, localisé dans le département de l'Ouémé au sud-Est du Bénin.

## Histoire et Toponymie

### Histoire
Gbodjè devient officiellement un quartier du 4ème arrondissement à la suite de la loi n° 2015-O1 du 06 mars 2015 modifiant et complétant la loi n° 2013-05 du 27 mai 2013 portant création, organisation, attributions et fonctionnement des unités administratives locales en République du Bénin.

## Population
Selon le recensement général de la population et de l'habitation de 2013 conduit par l'Institut national de la statistique et de l'analyse économique (INSAE), Gbodjè compte 1 719 ménages avec 8 036 habitants,.